# II. Henrik francia király
II. Henrik (Saint-Germain-en-Laye, 1519. március 31. – Párizs, 1559. július 10.), Franciaország királya (uralkodott 1547. március 31-étől haláláig), I. Ferenc királynak és első feleségének, Valois Klaudia breton hercegnőnek fia, a Valois-ház tizedik francia uralkodója volt. Nevéhez fűződik Calais visszaszerzése, Metz, Toul és Verdun meghódítása, illetve  a Habsburgokkal vívott félévszázados háborúskodásnak (az itáliai háborúknak) lezárása, valamint a reformáció elleni erőteljes fellépés. Korai halálát egy lovagi tornán szerzett sérülés okozta, amit állítólag Nostradamus is megjósolt. A trónon három fia, II. Ferenc, IX. Károly és végül III. Henrik követte, akivel kihalt a Valois-ház férfiága.

## Származása, ifjúsága
Apja, I. Ferenc a Valois-k angoulême-i mellékágából származott, és csak akkor lett trónörökös, amikor az orléans-i ághoz tartozó, fiúgyermekkel nem rendelkező XII. Lajos a koronát megörökölve 1498-ban magához vette. 1514-ben lányát, Bretagne örökösnőjét, Klaudiát is hozzá adta feleségül. Ferenc 1515-ben lépett trónra.

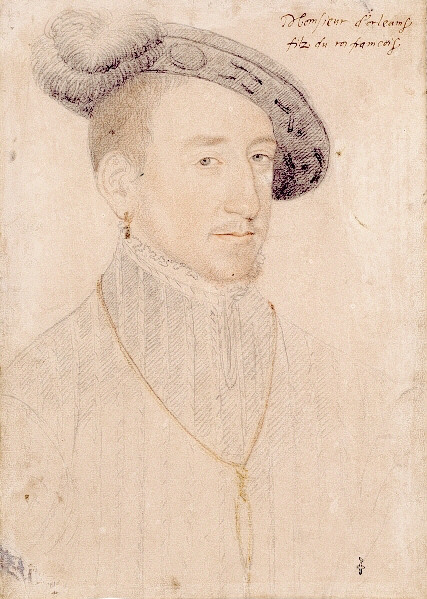
François Clouet: Az ifjú II. Henrik

Henrik a pár negyedik gyermeke volt: két nővére gyermekként halt meg, bátyja, a dauphin, Ferenc pedig Bretagne hercege volt. 1526–1530 között a két herceg Madridban volt túsz, V. Károly udvarában, garanciaként arra, hogy a paviai csatában spanyol fogságba esett apjuk betartja a madridi békében foglaltakat. Bár nem így történt, az 1529-es cambrai-i békeszerződés értelmében a hercegek 1530-ban hazatérhettek.
Henriket 1533-ban II. Lorenzo de’ Medici firenzei uralkodó leányával, Medici Katalinnal házasították össze, de sok gyermekük ellenére kapcsolatuk nem volt túlzottan bensőséges, ráadásul Katalint az udvarban lenézték alacsony származása miatt. Henrik igazi szerelme élete végéig az 1538-ban megismert Diane de Poitiers volt, aki a későbbiekben komoly befolyást gyakorolt a királyi politikára, de Henrik még mellette is számos nővel ápolt intim kapcsolatot, több törvénytelen gyermeket nemzve.
Bátyja, Ferenc trónörökös 1536-ban hunyt el, így lett Henrik dauphin és Bretagne hercege – igaz, a tartomány igazgatásába nem sok beleszólása volt, mivel az haszonélvezetével együtt apját illette. 1540-ben is csak formálisan vehette át hercegsége irányítását. Henrik 1537-től részt vett apja háborúiban: először Pikárdia, majd Piemont területén harcolt. Ez utóbbi vidéken ismerte meg első azonosítható szeretőjét, egy helyi kurtizánt, Filippa Ducit. Közös gyermekük, Diane később Angoulême hercegnője lett. A dauphin 1542-ben a roussilon-i Perpignan ellen vezetett hadat, sikertelenül, 1544-ben pedig az angolok kezén lévő Boulogne városát ostromolta. 1541-től nem volt jó viszonyban az apjával, amikor is a Henrik által afféle mentornak tekintett Anne de Montmorency főhadparancsnok (connétable) kiesett Ferenc király kegyeiből. Egyetlen életben maradt fivérével, a nála sokkal nyitottabb, kellemesebb természetű, az apja és az udvaroncok által is jobban kedvelt II. Károly orléans-i herceggel többnyire rossz viszonyban volt, konfliktusuk azonban nem fejlődhetett az országot fenyegető veszéllyé annak 1545-ben, pestisben bekövetkezett halála miatt.

## Uralkodása

### Az udvar befolyásos tagjai
I. Ferenc a trónörökös huszonnyolcadik születésnapján, 1547. március 31-én hunyt el. II. Henriket július 25-én kente fel királlyá Charles de Guise reims-i érsek. A művészetek pártolásáról és ravasz politizálásáról ismert lotaringiai főpap és fivére, a tehetséges hadvezér, François de Guise herceg mindvégig komoly befolyással rendelkeztek Henrik udvarában, és az egyre terjedő protestantizmus visszaszorítására buzdították az uralkodót. II. Henrik környezetében az I. Ferenc idején az ország egyik leggazdagabb birtokosává és legbefolyásosabb politikusává váló, majd rövid időre kegyvesztett, és csak Henrik uralkodása kezdetén visszahívott Anne de Montmorency, az idős főparancsnok szintén komoly súllyal bírt. A Guise-ekkel szemben a mérsékelt katolikusok közé tartozott, illetve a korábbi évtizedek tapasztalatain okulva igyekezett a békepolitika felé fordítani Henrik figyelmét. Nagy szerepe volt az 1559-es végleges békeegyezmény megszületésében. 

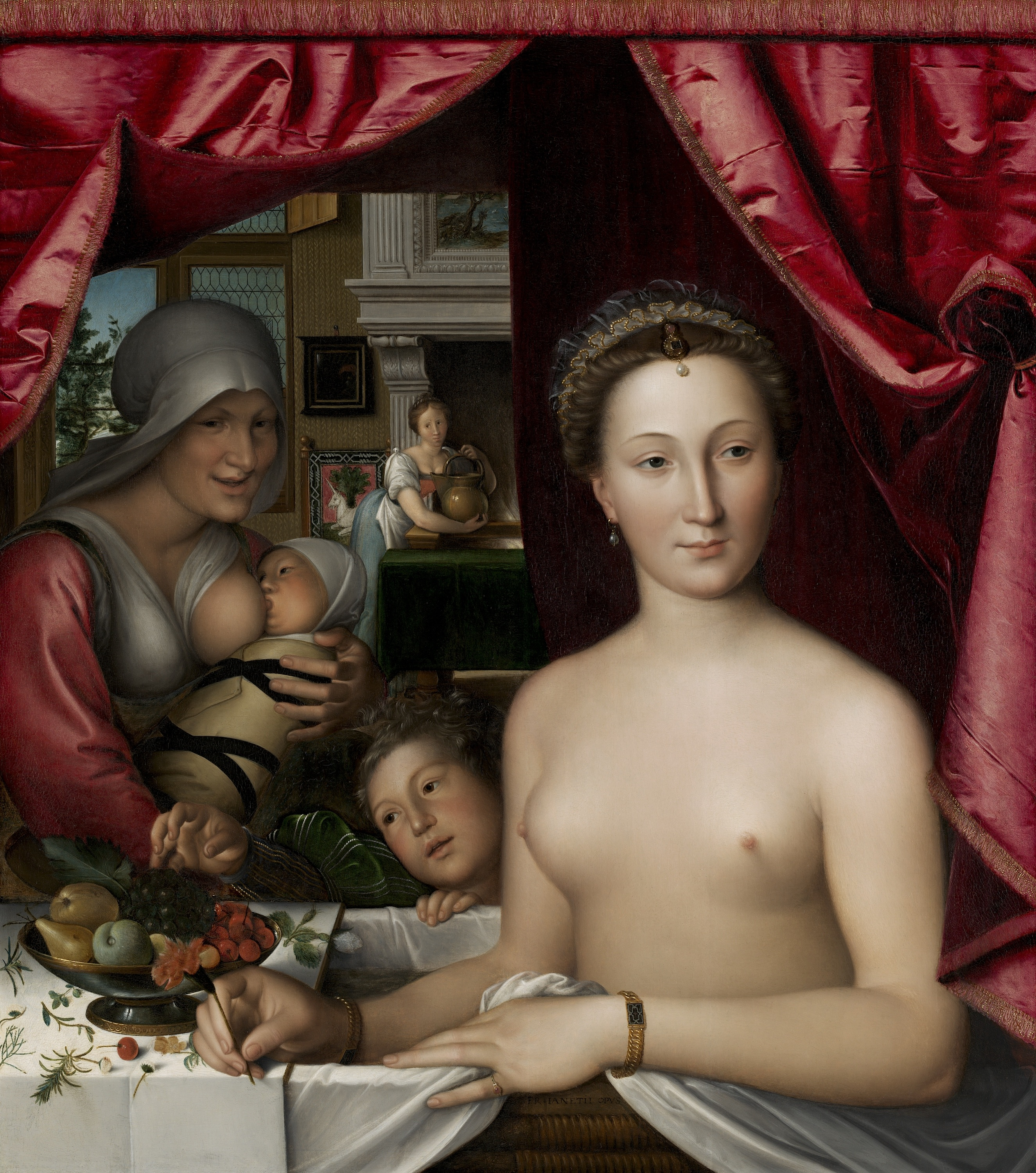
François Clouet: Diane de Poitiers

Különösen nagy hatással volt az uralkodóra nála húsz esztendővel idősebb, művelt, kifinomult és előkelő szeretője, Diane de Poitiers, akivel 1538 óta ápolt összességében uralkodása végéig kitartó intim kapcsolatot. Henrik szeretőjét adományokkal halmozta el: Saint-Vallier grófnőjévé, majd 1548-ban Valentinois, végül 1553-ban Étampes hercegnőjévé tette, és neki adományozta Chenonceau kastélyát a Loire mellett.
A király kegyencei közül kiemelkedik Jacques d’Albon de Saint-André, aki együtt nevelkedett a királlyal, és trónra lépésekor a királyi tanács tagja, a kamara első nemesura, a Szent Mihály-rend lovagja és Franciaország nagymestere lett, és marsalli rangra emelkedett.

### Külpolitika

#### Skócia
Franciaország I. Ferenc kora óta ellenséges viszonyban volt VIII. Henrik Angol Királyságával, ezért aztán a Claude de Guise leányát feleségül vevő V. Jakab skót király 1542-es halála után komoly katonai támogatást nyújtott Guise Mária anyakirálynénak és a csecsemőkorú uralkodónak, Stuart Máriának a hatalmi igényekkel fellépő angolok ellen. A konfliktus 1547. szeptember 10-én angol diadallal zárult a Pinkie Cleugh-i csatában, mire a Stuartok hívei Franciaországba menekítették a kis Máriát. Anyja 1560-as haláláig Skóciában maradt, ahol a francia csapatok segítségével harcolt az angolok és a protestantizmus előretörése ellen.
A gyermek skót királynő a francia királyi ház hasonló korú sarjaival együtt nevelkedett. A korabeli tudósítások szerint igen szép és okos hölggyé érett, aki több nyelven beszélt, értett az irodalomhoz, jól tudott zenélni és kézimunkázni. Nem kis mértékben a Guise-lobbinak köszönhető, hogy az 1548-as megegyezést valóra váltva 1558-ban a dauphin, a későbbi II. Ferenc feleségül vette Skócia nála két évvel idősebb királynőjét. E frigy nem csak a skót–francia szövetséget erősítette tovább, hanem lehetővé tette, hogy Márián keresztül nagybátyjai, Charles és François de Guise gyakorlatilag a kezükben tartsák a fiatal herceget.

#### Hadjáratok a Habsburgok ellen

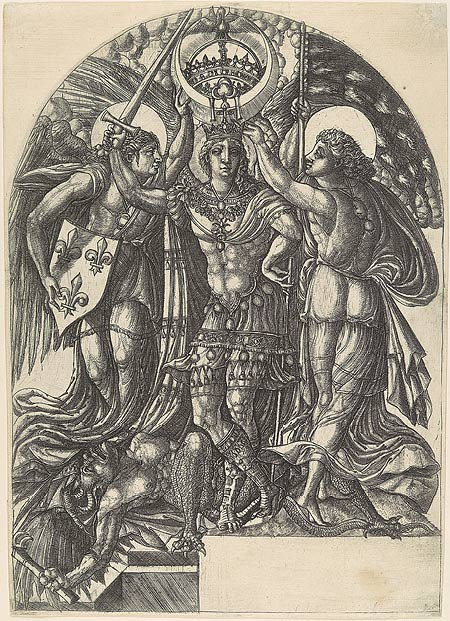
Jean Duvet: II. Henrik Franciaország és Fama (a hírnév) között (1548 k.)

Bár II. Henrikről elterjedt, hogy az itáliai hódításért mindent megtevő apjával ellentétben a térség nem különösebben foglalkoztatta, ezt tettei megcáfolták. 1551-ben az Ottavio Farnese vezette Parma mellett harcoltak a francia hadak III. Gyula pápa és V. Károly hadai ellen, diadalt aratva Farnese védelmében. 1552-ben, miután a chambord-i szerződésben szövetkeztek a Habsburgok ellen harcoló protestáns fejedelemségekkel, a franciák a német határ felé törtek előre, és Guise vezetése alatt megszerezték az ún. három püspökség (Metz, Toul, Verdun) területét – minden valószínűség szerint azért, hogy itáliai területekre cserélhessék őket. 1553-ban sikeresen megvédelmezték hódításukat a császár támadásától.
1552–1555 között a sienaiak V. Károly elleni lázadását is francia csapatok támogatták, illetve Korzikán is bevetették őket. A Blaise de Monluc vezette sienai vállalkozás kudarccal zárult, Gian Giacomo Medici firenzei és császári csapatai 1555-ben elfoglalták a várost. Az utolsó itáliai hadjárat 1557-ben kezdődött Guise herceg vezetésével IV. Pállal szövetségben a spanyolok által uralt Nápolyi Királyság ellen. A seregnek eredménytelenül kellett visszafordulnia, mivel a Németalföldről támadás érte II. Henrik országát.
Az északi betörés megállítására az idős Anne de Montmorency connétable-ot indították, aki azonban hatalmas vereséget szenvedett a pikárdiai Saint-Quentin-nél. A bosszúra készülő franciák Guise vezetésével 1558-ban visszafoglalták a több mint kétszáz éve angol kézben levő Calais városát, majd a keleti határ mentén fekvő Thionville-t szállták meg. A gravelines-i csata azonban ismét francia vereséget hozott, de a spanyolok pénztartalékai is kimerültek, így a felek – miután ugyanitt Henrik megállapodott I. Erzsébet angol királynő küldötteivel arról, hogy fizetség fejében megtarthatja Calais-t – 1559. április 3-án megkötötték a cateau-cambrésis-i békeszerződést, amelyben Henrik lemondott minden itáliai követeléséről és addigi hódításáról, továbbá Korzikáról. Igaz viszont, hogy öt fontos piemonti erősséget megtarthatott, és a kezében maradt a Saluzzói Határőrgrófság is.

#### Felfedezések, gyarmatosítási kísérletek
Ferenc idején a franciák több felfedezőt és olykor-olykor gyarmatosítókat indítottak útnak az Újvilág felé. Fia, ha kisebb mértékben, de ebben is követte példáját. 1550-ben Lyonban egy ünnepségen igazi brazil „vadembereket” mutattak be, ami nagyon megragadta a királyt, így 1551-ben Guillaume le Testu megbízást kapott tőle Amerika partvidékének kutatására. 1555-ben Nicolas Durand de Villegagnon vezetésével a mai Rio de Janeiro helyén létrejött Henryville, benne a szigetre épült Fort Coligny, a „délsarki Franciaország” (la France antarctique) jövendő központja. A Coligny admirális javaslatára részben hugenottákkal benépesített telep a vallási feszültségek miatt nem volt hosszú életű, és területét 1560-ban elfoglalták a portugálok. Az expedíciónak legalább annyi haszna volt, hogy több leírás született a térség viszonyairól, így a katolikus André Thevet és a református Jean de Léry tollából.

### Belpolitika

#### Államszervezet
Az I. Ferenc korában kibontakozó, abszolutisztikus uralom felé mutató tendenciák fia királysága alatt is folytatódtak. II. Henrik uralkodása alatt egyszer sem hívta össze a rendi gyűlést, és igyekezett tovább centralizálni az államszervezetet. Az ő korában jelentek meg először a királyi megbízottak, a későbbi intendánsok elődei a frissen meghódított Korzikán és Piemontban, akik 1559-től a „kormányzati és pénzügyi államtitkári” címeket viselve látták el a rájuk bízott területek igazgatását. 

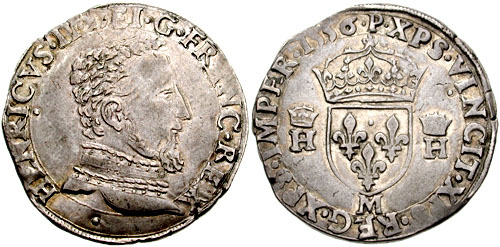
II. Henrik testonja

A Ferenc idején megkezdett fiskális intézkedések betetőzéseként II. Henrik 1554-ben létrehozta a főellenőri (contrôleur général) tisztséget, aki a kincstári bevételek felhasználását ellenőrizte. Az igazságszolgáltatás egységesítése érdekében a fontainebleaui ediktum által 1552-ben a helyi ítélőszékek és parlamentek közti feljebbviteli fórum – és részben a hivatalok kiárusításából származó jövedelemszerzés – céljára 64 ún. présidialt hozott létre, amelyek kilenc-kilenc bírót tömörítettek; a jogszolgáltatást kiterjesztve pedig létrehozta az ország nyolcadik parlamentjét Bretagne-ban (1554). A Ferenc kora óta egyre érezhetőbben politikai szerepre törekvő testületeket apjához hasonlóan szigorú ellenőrzés alatt tartotta, csökkentve mozgásterüket.

#### Vallásügyek
A 16. század első felében megjelent a protestantizmus Franciaországban, mégpedig elsősorban annak kálvini ága. A hugenottáknak nevezett francia reformátusok ellen már I. Ferenc is hozott intézkedéseket, de – nem kis mértékben a befolyásos Guise fivérek hatására is – igazán csak II. Henrik kezdett üldözésükbe, miközben a francia elit egy jelentős része épp ebben az időben tért át az új hitre – így I. Louis de Bourbon-Condé herceg, vagy Montmonrency unokaöccse, François de Coligny d’Andelot, a jeles hadvezér, aki még börtönbe is került szimpátiája megvallása után. Az áttérések megszaporodása azzal magyarázható, hogy Kálvin 1555 körül szilárdította meg annyira pozícióját Genfben, hogy térítőket küldhessen Franciaországba. 1557-ben vagy 1558-ban Poitiers-ben sor került az első országos protestáns lelkészi gyűlésre, és 1559-ben a párizsi országos zsinat saját hitvallást bocsátott ki.
Henrik már uralkodása elején, 1547-ben létrehozott egy rendkívüli törvényszéket (chambre ardente), ami három év leforgása alatt ötszáznál is több „eretneket” ítélt el és végeztetett ki. Az 1557-es compiègne-i ediktum a világi bíróságokra bízta a reformátusok elűzését, a zsinatra válaszul kiadott 1559-es écoueni ediktum pedig felhatalmazott bárkit arra, hogy a lázadó vagy menekülő protestánsokkal végezzen. A király meggyőződéses katolikusként halt meg, utolsó szavai állítólag ezek voltak: „Azt kívánom, hogy népem szilárdan kitartson abban a hitben, amelyben meghalok”.

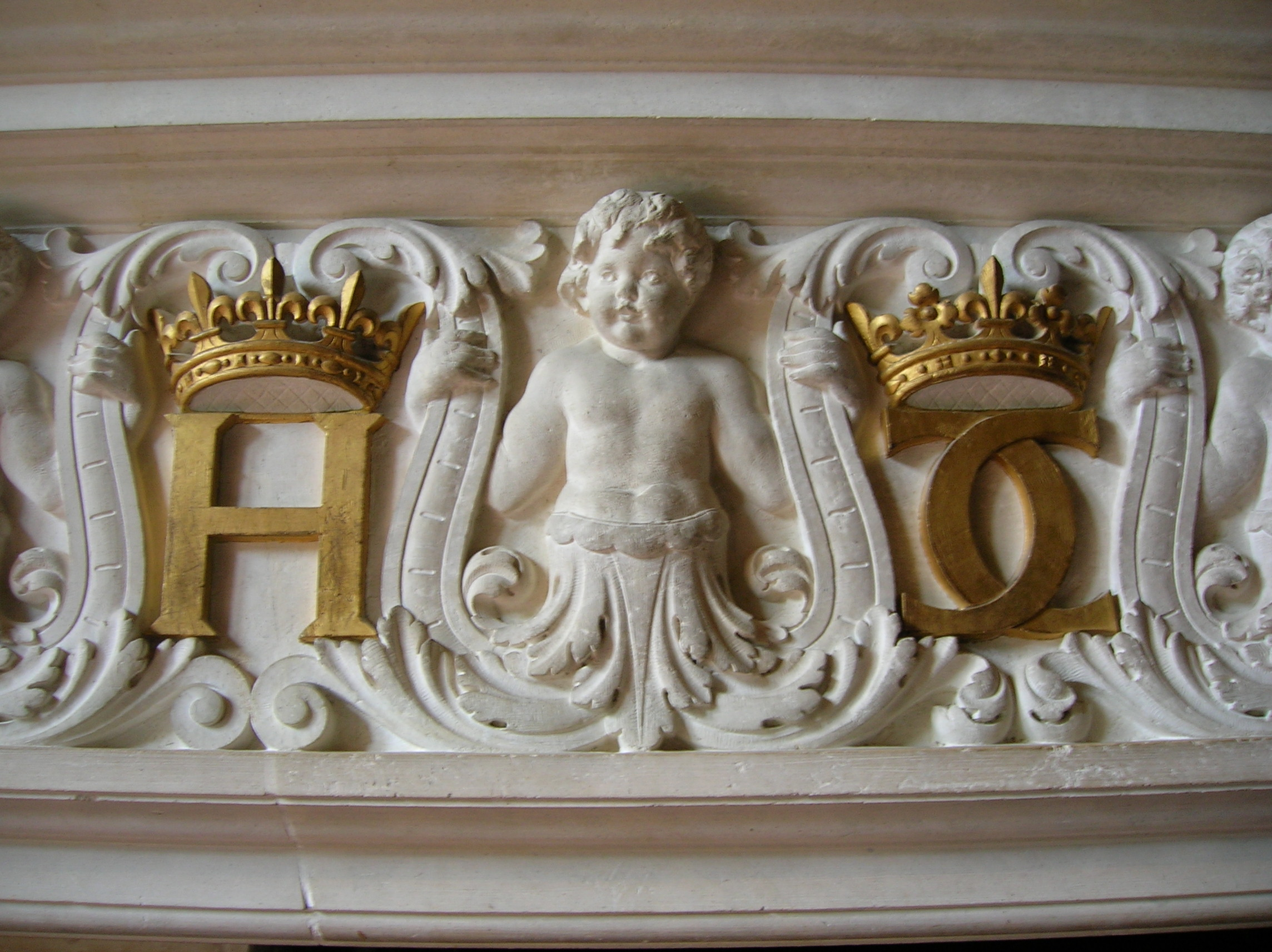
II. Henrik és Medici Katalin monogramjai a chenonceau-i kastélyban

### Királyi reprezentáció
Apjával ellentétben a források Henriket egy kevéssé jó kedélyű emberként mutatják be, aki kézzel foghatóan jóval kevesebb pénzt költött reprezentációra, mint elődje. Megritkultak az udvari bálok és koncertek, még az udvarhölgyek száma is csökkent. Nem kezdődtek új építkezések sem, bár néhány, Ferenc idején megkezdett munkálat folytatódott. Pierre Lescot vezetésével ekkor kezdett igazán megújulni a Louvre, és folytatódott a párizsi Városháza átalakítása is, és a Bois de Boulogne-ban álló ún. Madrid-kastélyt is csak 1552-ben fejezték be. A reprezentáció Henrik esetében sokkal inkább az ünnepélyes, római triumphust idéző bevonulásokban teljesedett ki: 1549-ben Párizs, 1550-ben pedig Rouen lakossága ünnepelte a költők által „gall Herkulesnek” titulált király díszbevonulását.
A reneszánsz, bár Medici Katalin és kíséretének érkezése tovább fokozta az Itália és olasz kultúra iránti rajongást előkelő francia berkekben, lassanként elkezdett visszaszorulni, átadva helyét részben a manierizmusnak, részben a korai klasszicizmusnak: Lescot ilyen szellemben fejezte be a Louvre-on végzett átalakításait, Étienne Jodelle 1553-ban, a király jelenlétében bemutatott „Fogoly Kleopátrája” (Cléopâtre captive) pedig a klasszicista dráma egyik első mintapéldányának tekinthető. (Érdemes megemlíteni, hogy a király 1548-ban betiltotta a középkori eredetű misztériumjátékokat.)

## Magánélete
Henrik 1533. október 28-án Marseille városában vette feleségül a nála alig két héttel fiatalabb Medici Katalint, II. Lorenzo de’ Medici urbinói herceg és firenzei signore, valamint Madeleine de la Tour d’Auvergne – III. Jean d’Auvergne gróf és Jeanne de Bourbon gyermeke – lányát, X. Leó és VII. Kelemen pápa unokahúgát. Ez utóbbi a menyegzőn is részt vett.
Medici Katalin nemcsak Diane de Poitiers-val volt kénytelen osztozni férjén, ugyanis Henrik Étampes hercegnőjéhez sem volt hűséges. 1548-ban Stuart Mária mellett számos skót udvarhölgy érkezett Franciaországba, köztük IV. Jakab skót király törvénytelen lánya, Jane Stuart, a Pinkie Cleugh-nál elesett Malcolm Fleming lord özvegye, a gyermekkirálynő nevelőnője. Henrik 1550 táján beleszeretett – elképzelhető, hogy Anne de Montmorency intézte így –, és 1551-ben fiuk született. Ezt mind Medici Katalin, mind Diane de Poitiers komoly fenyegetésként értékelte, így a hölgyet közös erővel eltávolították az udvarból, így ő kénytelen volt hazatérni. Gyermekét Henrik fiának ismerte el, és Franciaországban élte le életét.
A másik ismert szerető Nicole de Savigny volt, az özvegy Saint-Rémy-i grófné, aki 1556–1557-ben egy rövid ideig átvette Étampes hercegnő helyét a király kegyeiben. Ő is fiút szült a királynak, de II. Henriknek kétségei voltak a gyermek származásával kapcsolatban, ezért nem is ismerte el fiának, és rövidesen visszafogadta régi szeretőjét.

## Halála, hagyatéka

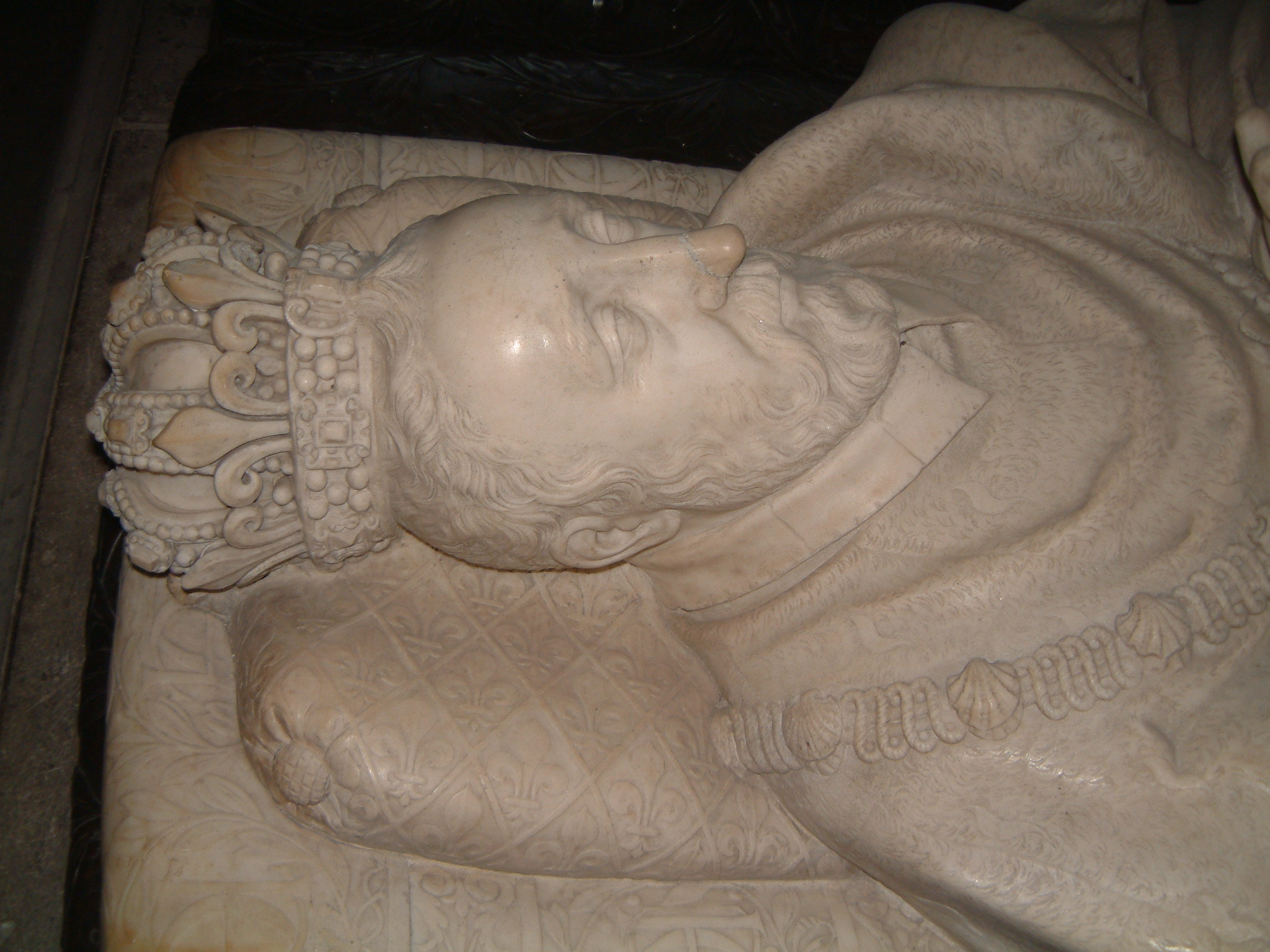
II. Henrik szarkofágja Saint-Denis-ben

A cateau-cambrésis-i békét megpecsételendő, a francia uralkodó feleségül adta leányát, Erzsébet hercegnőt II. Fülöp spanyol királyhoz. Június 22-én megkötötték a házasságot, ennek megünneplésére a király nagyszabású lovagi tornát rendezett Párizsban, a mai Vogézek tere közelében, amelyen személyesen is részt vett. Június 30-án Gabriel de Montgomery, a skót gárda kapitánya ellen lépett szorítóba, és az összecsapásban Montgomery kopjája kettétört, és egyik szilánkja a király sisakrostélyán keresztül a szemébe fúródott. II. Henrik sérülése halálosnak bizonyult, noha gyógyítására a kor legkiválóbb orvosait – köztük Andreas Vesaliust – és sebészeit – így Ambroise Parét – mozgósították, akiknek még azt is megengedték, hogy elítélteken reprodukálják a sérülést a sikeres kezelés meglelésének reményében. Mindhiába; II. Henrik 1559. július 10-én szörnyű kínok között halt meg tizenkét évnyi uralkodást követően. A Saint-Denis-székesegyházban temették el, a többi elhunyt francia király mellé.
Henrik 1559-es halálát követően fia, a fiatal II. Ferenc került trónra, akit a Guise-ek irányítottak. Rövid uralkodása alatt fokozódott a protestánsok üldözése. Az özvegy királyné nem ment férjhez újra, viszont a politika élvonalába került, mint trónra lépő gyermekei – főleg IX. Károly – irányítója. Bár eleinte mérsékelt elveket vallott, a vallásháborúkban végül a szélsőséges katolikusokhoz csapódott, és 1589-ben halt meg. Egyik első intézkedése volt, hogy riválisát, Diane de Poitiers-t elűzze az udvarból, akitől még Chenonceau szépen átépített és fényűzően berendezett kastélyát is elvette, az ódon Chaumont-nal „kárpótolva” érte.

## Gyermekei
Medici Katalint 1544-ig terméketlennek tartották, de akkortól kezdve váratlanul folyamatos gyermekáldásban részesítette csapodár férjét. A párnak tíz gyermeke született:

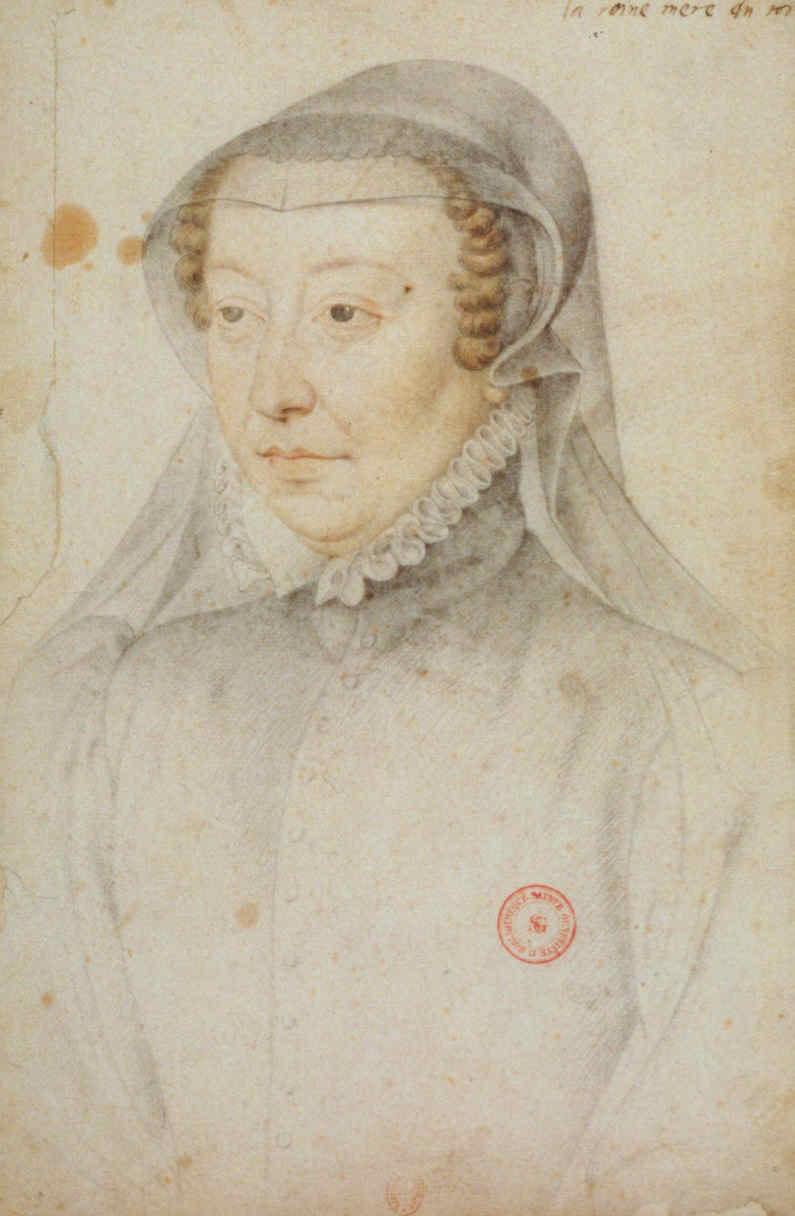
François Clouet: Medici Katalin

- François (1544–1560), Franciaország királya II. Ferenc néven (1559–1560);
- Erzsébet (1545–1568), 1559-től Izabella néven II. Fülöp spanyol király felesége;
- Klaudia (1547–1575), 1559-től III. Charles lotaringiai herceg felesége;
- Lajos (1549–1550), Orléans fiatalon elhunyt hercege;
- Károly (1550–1574), IX. Károly néven francia király (1560–1574);
- Henrik (1551–1589), lengyel király és III. Henrik néven francia király (1574–1589), az utolsó Valois a francia trónon
- Margit (Margot) (1553–1615), 1572-től III. Henrik navarrai király, a későbbi IV. Henrik francia király felesége;
- Ferenc (1555–1584), előbb Alençon, majd Anjou, Touraine, Berry, később Brabant hercege és Flandria grófja;
- Viktória és Johanna, (1556), ikrek, csecsemőként meghaltak.

Három, szeretőitől született gyermekét is ismerjük:
- Diane d’Angoulême (1538–1619), François de Montmorency felesége, később Angoulême hercegnője (Filippa Duci lánya, de Diane de Poitiers nevelte fel)
- Henri d’Angoulême (1551–1586), lovag, provence-i kormányzó, Franciaország főperjele (Jane Stuart fia);
- Henri de Saint-Rémi (1557?–1621), Saint-Rémi grófja (Nicole de Savigny fia)